# Bregtdorp
Bregtdorp is een dorp in de gemeente Bergen, in de Nederlandse provincie Noord-Holland.
Bregtdorp ligt tussen Catrijp en Schoorl. Het vormt samen met Catrijp al lang een soort van eenheid met Schoorl. Het is ontstaan doordat Schoorl groeide maar niet voldoende ruimte had. Zo breidde het bewoonde gebied steeds meer uit naar Groet. Maar de echte verweving met Schoorl vond eind twintigste eeuw en begin eenentwintigste eeuw. Daarvoor vormde het een eigen dorpskern.
Op de grens met Schoorl lag het interneringskamp Schoorl. Het kamp was in 1939 ingericht als legerkamp. In de Tweede Wereldoorlog werd het kamp door de Duitse bezetting gebruikt als internerings- en concentratiekamp. Eind 1941 werd het gesloten. Van de 649 joden die werden getransporteerd naar een ander concentratiekamp overleefden er slechts twee.
Eind jaren 90 van de 20e eeuw is door projectontwikkelaar Ory het laatste groene deel in het hart van Bregtdorp bebouwd. Omwonenden pleegden hiertegen verzet. De plannen zijn bijgesteld. In 1997 werd de eerste paal geslagen voor een wijk met meer dan 50 villawoningen. Het nabijgelegen schooltje profiteerde van de jonge aanwas en liet een lokaal bijbouwen. In 2008 werd begonnen met de uitvoering van de tweede fase van de uitbreiding, waaronder de bouw van een aantal sociale huurwoningen. In het voorjaar van 2009 werden de eerste huizen van de laatste fase opgeleverd.
Dorpen en gehuchten: Aagtdorp · Bergen · Bergen aan Zee · Bregtdorp · Catrijp · Camperduin · Egmond aan den Hoef · Egmond aan Zee · Egmond-Binnen · Groet · Hargen · Rinnegom · Schoorl · Schoorldam (deels) · Wimmenum

Buurtschappen: Duyncroft · Egmondermeer · Het Woud · Westdorp · Zanegeest

Badplaatsen (zonder woonkern): Hargen aan Zee · Schoorl aan Zee

Voormalige buurtschappen: Oostdorp · Oudburg

Voormalige gemeenten: Bergen · Egmond · Schoorl

Noord-Holland: Steden en dorpen      Nederland: Provincies · Gemeenten